# NGC 3348
NGC 3348 (другие обозначения — UGC 5875, MCG 12-10-77, ZWG 333.54, PGC 32216) — эллиптическая галактика (E) в созвездии Большой Медведицы. Открыта Уильямом Гершелем в 1784 году.
Этот объект входит в число перечисленных в оригинальной редакции «Нового общего каталога».
Галактика NGC 3348 входит в состав группы галактик NGC 3348. Помимо NGC 3348 в группу также входят NGC 3364 и NGC 3516.
Галактика является ярчайшей в своей группе и имеет некоторые необычные характеристики. Её ядро состоит из старых звёзд, а внешние части более молодые; в ней наблюдаются эмиссионные линии дважды ионизованного кислорода и бальмеровские линии. Ликские индексы (интенсивности линий железа и магния, измеренные определённым образом) в ядре галактики приблизительно такие же, как ожидается в балдже галактики типа Sb. В галактике наблюдается градиент металличности, а содержание магния в галактике по сравнению с содержанием железа повышено на 0,3 порядка. По всей видимости, галактика недавно испытала малое слияние.